# Chemnitzer Fußballclub 1993-1994
Questa voce raccoglie le informazioni riguardanti il Chemnitzer Fußballclub nelle competizioni ufficiali della stagione 1993-1994.

## Stagione
Nella stagione 1993-1994 il Chemnitz, allenato da Reinhard Häfner, concluse il campionato di 2. Bundesliga al 9º posto. In Coppa di Germania il Chemnitz fu eliminato al terzo turno dal Wattenscheid 09.

## Rosa
| N. |                     | Ruolo | Calciatore         |
| -- | ------------------- | ----- | ------------------ |
| 3  | Germania (bandiera) | D     | Thomas Laudeley    |
| 5  | Germania (bandiera) | C     | Sven Köhler        |
|    | Germania (bandiera) | P     | Holger Hiemann     |
|    | Germania (bandiera) | P     | Jens Schmidt       |
|    | Germania (bandiera) | D     | Torsten Bittermann |
|    | Germania (bandiera) | D     | Steffen Dünger     |
|    | Germania (bandiera) | D     | Jörg Illing        |
|    | Germania (bandiera) | D     | Rene Krasselt      |
|    | Germania (bandiera) | D     | Peter Neustädter   |
|    | Ucraina (bandiera)  | D     | Jurij Vernydub     |
|    | Germania (bandiera) | C     | Gregor Berger      |
|    | Germania (bandiera) | C     | Heiko Gerber       |
|    | Germania (bandiera) | C     | Jens Haustein      |
|    | Germania (bandiera) | C     | Peter Keller       |

| N. |                      | Ruolo | Calciatore          |
| -- | -------------------- | ----- | ------------------- |
|    | Germania (bandiera)  | C     | Ulf Mehlhorn        |
|    | Germania (bandiera)  | C     | Silvio Meißner      |
|    | Germania (bandiera)  | C     | Mario Neuhäuser     |
|    | Germania (bandiera)  | C     | Olaf Renn           |
|    | Croazia (bandiera)   | C     | Kujtim Shala        |
|    | Germania (bandiera)  | C     | Sixten Veit         |
|    | Germania (bandiera)  | C     | Jens Wahl           |
|    | Germania (bandiera)  | C     | Lutz Wienhold       |
|    | Rep. Ceca (bandiera) | A     | Radek Drulák        |
|    | Germania (bandiera)  | A     | Jan Geyer           |
|    | Germania (bandiera)  | A     | Danilo Kunze        |
|    | Germania (bandiera)  | A     | Frank Seifert       |
|    | Nigeria (bandiera)   | A     | Ojokojo Torunarigha |
|    | Germania (bandiera)  | A     | Steven Zweigler     |

## Organigramma societario
Area tecnica
- Allenatore: Reinhard Häfner
- Allenatore in seconda: Christoph Franke
- Preparatore dei portieri:
- Preparatori atletici:

## Calciomercato

### Sessione estiva
| Acquisti | Acquisti       | Acquisti            | Acquisti |
| R.       | Nome           | da                  | Modalità |
| -------- | -------------- | ------------------- | -------- |
| A        | Radek Drulák   | Oldenburg           |          |
| D        | Steffen Dünger | Weiden              |          |
| C        | Silvio Meißner | Hallescher          |          |
| C        | Kujtim Shala   | Kickers Stoccarda   |          |
| D        | Jurij Vernydub | Metalurh Zaporižžja |          |
| C        | Jens Wahl      | Hansa Rostock       |          |

| Cessioni | Cessioni         | Cessioni          | Cessioni |
| R.       | Nome             | a                 | Modalità |
| -------- | ---------------- | ----------------- | -------- |
| A        | Thorsten Boer    | TeBe Berlino      |          |
| C        | Steffen Heidrich | Lokomotive Lipsia |          |
| D        | Jan Seifert      | Friburgo          |          |

### Sessione invernale
| Acquisti | Acquisti         | Acquisti  | Acquisti |
| R.       | Nome             | da        | Modalità |
| -------- | ---------------- | --------- | -------- |
| D        | Peter Neustädter | Karlsruhe |          |

| Cessioni | Cessioni | Cessioni | Cessioni |
| R.       | Nome     | a        | Modalità |
| -------- | -------- | -------- | -------- |

## Risultati

### 2. Bundesliga

#### Girone di andata
| Chemnitz 28 luglio 1993, ore 19:00 CEST 1ª giornata | Chemnitz | 0 – 0 referto | Wuppertal | Sportforum Chemnitz (4 500 spett.)\| Arbitro: \| Buchhart \| |
| Arbitro:                                            | Buchhart |               |           |                                                              |

| Arbitro: | Strampe |

|                             |           |  |
| Pröpper 7’ Driller 25’, 61’ | Marcatori |  |

| Arbitro: | Wiesel |

|              |           |                                       |
| Wienhold 50’ | Marcatori | 8’ Hahn 36’ Feldhoff 44’, 79’ Steffen |

| Arbitro: | Krug |

|  |           |             |
|  | Marcatori | 17’ Meißner |

| Arbitro: | Schmidt |

|             |           |               |
| Meißner 36’ | Marcatori | 43’ Schmöller |

| Arbitro: | Willems |

|             |           |  |
| Kirsten 66’ | Marcatori |  |

| Arbitro: | Prengel |

|              |           |              |
| Wienhold 65’ | Marcatori | 73’ Lieberam |

| Arbitro: | Werthmann |

|                                            |           |  |
| Maciel 3’, 83’ Keller 22’ (aut.) Linke 78’ | Marcatori |  |

| Arbitro: | Dardenne |

|  |           |                           |
|  | Marcatori | 20’ Laudeley 52’ Wienhold |

| Arbitro: | Leimert |

|                      |           |           |
| Wahl 88’ Meißner 89’ | Marcatori | 60’ Menke |

| Arbitro: | Malbranc |

|                         |           |  |
| Bodden 70’ Weilandt 75’ | Marcatori |  |

| Arbitro: | Steinborn |

|                    |           |           |
| Veit 8’ Köhler 87’ | Marcatori | 62’ Grein |

| Arbitro: | Hotop |

|                      |           |  |
| Moutas 54’ Bobic 75’ | Marcatori |  |

| Arbitro: | Kemmling |

|          |           |  |
| Renn 78’ | Marcatori |  |

| Arbitro: | Berg |

|                                                    |           |              |
| Glesius 4’ Klopp 5’ Buvač 27’ Hayer 37’ Kasalo 44’ | Marcatori | 56’ Zweigler |

| Arbitro: | Domurat |

|          |           |  |
| Kunze 3’ | Marcatori |  |

| Arbitro: | Kemmling |

|              |           |  |
| Savichev 43’ | Marcatori |  |

| Arbitro: | Habermann |

|              |           |            |
| Zweigler 21’ | Marcatori | 82’ Erhard |

| Arbitro: | Albrecht |

|                                     |           |                           |
| Reekers 34’ Wegmann 52’ Peschel 75’ | Marcatori | 9’ Torunarigha 81’ Köhler |

#### Girone di ritorno
| Arbitro: | Frey |

|                        |           |                          |
| Schmugge 71’ Pusch 85’ | Marcatori | 35’ Zweigler 61’ Meißner |

| Chemnitz 1º marzo 1994, ore 20:00 CET 21ª giornata | Chemnitz | 0 – 0 referto | St. Pauli | Sportforum Chemnitz (2 470 spett.)\| Arbitro: \| Gläser \| |
| Arbitro:                                           | Gläser   |               |           |                                                            |

| Arbitro: | Leimert |

|                          |           |  |
| Laeßig 48’ Kutschera 78’ | Marcatori |  |

| Arbitro: | Kuhne |

|          |           |  |
| Veit 78’ | Marcatori |  |

| Arbitro: | Strigel |

|               |           |               |
| Schmöller 12’ | Marcatori | 36’, 87’ Veit |

| Chemnitz 26 marzo 1994, ore 15:30 CET 25ª giornata | Chemnitz | 0 – 0 referto | Waldhof Mannheim | Sportforum Chemnitz (3 065 spett.)\| Arbitro: \| Führer \| |
| Arbitro:                                           | Führer   |               |                  |                                                            |

| Arbitro: | Wagner |

|                       |           |  |
| Brunner 32’ Reich 40’ | Marcatori |  |

| Arbitro: | Kiefer |

|                   |           |           |
| Zweigler 72’, 83’ | Marcatori | 33’ Ruoff |

| Chemnitz 10 aprile 1994, ore 15:00 CEST 28ª giornata | Chemnitz | 0 – 0 referto | Carl Zeiss Jena | Sportforum Chemnitz (4 024 spett.)\| Arbitro: \| Hotop \| |
| Arbitro:                                             | Hotop    |               |                 |                                                           |

| Arbitro: | Krug |

|                           |           |          |
| Brückner 5’ Rauffmann 12’ | Marcatori | 83’ Wahl |

| Arbitro: | Domurat |

|                                 |           |  |
| Zweigler 11’ Wahl 23’ Shala 77’ | Marcatori |  |

| Arbitro: | Assenmacher |

|  |           |            |
|  | Marcatori | 86’ Gerber |

| Arbitro: | Fandel |

|          |           |  |
| Renn 27’ | Marcatori |  |

| Berlino 13 maggio 1994, ore 19:30 CEST 33ª giornata | TeBe Berlino | 0 – 0 referto | Chemnitz | Mommsenstadion (976 spett.)\| Arbitro: \| Hofmann \| |
| Arbitro:                                            | Hofmann      |               |          |                                                      |

| Chemnitz 21 maggio 1994, ore 15:30 CEST 34ª giornata | Chemnitz | 0 – 0 referto | Magonza | Sportforum Chemnitz (2 700 spett.)\| Arbitro: \| Willems \| |
| Arbitro:                                             | Willems  |               |         |                                                             |

| Hannover 24 maggio 1994, ore 20:00 CEST 35ª giornata | Hannover 96 | 0 – 0 referto | Chemnitz | Niedersachsenstadion (4 900 spett.)\| Arbitro: \| Prengel \| |
| Arbitro:                                             | Prengel     |               |          |                                                              |

| Arbitro: | Fleischer |

|                                       |           |            |
| Zweigler 45’ Meißner 46’ Laudeley 58’ | Marcatori | 26’ Knäbel |

| Arbitro: | Jansen |

|                             |           |             |
| Trares 28’ Winkler 65’, 67’ | Marcatori | 7’ Zweigler |

| Arbitro: | Pohlmann |

|          |           |  |
| Renn 29’ | Marcatori |  |

### Coppa di Germania
| Arbitro: | Winter |

|            |           |                                                                                   |
| Eichel 72’ | Marcatori | 20’, 26’, 76’ Gerber 25’ Mehlhorn 63’ Torunarigha 74’ Meißner 86’ Keller 89’ Renn |

| Arbitro: | Fleske |

|          |           |                          |
| Renn 95’ | Marcatori | 99’ Prinzen 110’ Leśniak |

## Statistiche

### Statistiche di squadra
| Competizione      | Punti | In casa | In casa | In casa | In casa | In casa | In casa | In trasferta | In trasferta | In trasferta | In trasferta | In trasferta | In trasferta | Totale | Totale | Totale | Totale | Totale | Totale | DR  |
| Competizione      | Punti | G       | V       | N       | P       | Gf      | Gs      | G            | V            | N            | P            | Gf           | Gs           | G      | V      | N      | P      | Gf     | Gs     | DR  |
| ----------------- | ----- | ------- | ------- | ------- | ------- | ------- | ------- | ------------ | ------------ | ------------ | ------------ | ------------ | ------------ | ------ | ------ | ------ | ------ | ------ | ------ | --- |
| 2. Bundesliga     | 39    | 19      | 10      | 8       | 1       | 21      | 11      | 19           | 4            | 3            | 12           | 13           | 33           | 38     | 14     | 11     | 13     | 34     | 44     | -10 |
| Coppa di Germania | -     | 1       | 0       | 0       | 1       | 1       | 2       | 1            | 1            | 0            | 0            | 8            | 1            | 2      | 1      | 0      | 1      | 9      | 3      | +6  |
| Totale            | 39    | 20      | 10      | 8       | 2       | 22      | 13      | 20           | 5            | 3            | 12           | 21           | 34           | 40     | 15     | 11     | 14     | 43     | 47     | -4  |

### Andamento in campionato
| Giornata  | 1  | 2  | 3  | 4  | 5  | 6  | 7  | 8  | 9  | 10 | 11 | 12 | 13 | 14 | 15 | 16 | 17 | 18 | 19 | 20 | 21 | 22 | 23 | 24 | 25 | 26 | 27 | 28 | 29 | 30 | 31 | 32 | 33 | 34 | 35 | 36 | 37 | 38 |
| --------- | -- | -- | -- | -- | -- | -- | -- | -- | -- | -- | -- | -- | -- | -- | -- | -- | -- | -- | -- | -- | -- | -- | -- | -- | -- | -- | -- | -- | -- | -- | -- | -- | -- | -- | -- | -- | -- | -- |
| Luogo     | C  | T  | C  | T  | C  | T  | C  | T  | T  | C  | T  | C  | T  | C  | T  | C  | T  | C  | T  | T  | C  | T  | C  | T  | C  | T  | C  | C  | T  | C  | T  | C  | T  | C  | T  | C  | T  | C  |
| Risultato | N  | P  | P  | V  | N  | P  | N  | P  | V  | V  | P  | V  | P  | V  | P  | V  | P  | N  | P  | N  | N  | P  | V  | V  | N  | P  | V  | N  | P  | V  | V  | V  | N  | N  | N  | V  | P  | V  |
| Posizione | 11 | 18 | 20 | 17 | 17 | 18 | 18 | 18 | 16 | 15 | 16 | 15 | 17 | 16 | 17 | 15 | 16 | 16 | 18 | 18 | 18 | 19 | 18 | 13 | 13 | 15 | 13 | 14 | 15 | 13 | 12 | 11 | 10 | 11 | 10 | 9  | 11 | 9  |

Legenda:

Luogo: C = Casa; T = Trasferta. Risultato: V = Vittoria; N = Pareggio; P = Sconfitta.

### Statistiche dei giocatori
| Giocatore      | 2. Bundesliga | 2. Bundesliga | 2. Bundesliga | 2. Bundesliga | Coppa di Germania | Coppa di Germania | Coppa di Germania | Coppa di Germania | Totale   | Totale | Totale      | Totale     |
| Giocatore      | Presenze      | Reti          | Ammonizioni   | Espulsioni    | Presenze          | Reti              | Ammonizioni       | Espulsioni        | Presenze | Reti   | Ammonizioni | Espulsioni |
| -------------- | ------------- | ------------- | ------------- | ------------- | ----------------- | ----------------- | ----------------- | ----------------- | -------- | ------ | ----------- | ---------- |
| G. Berger      | 1             | 0             | 0             | 0             | 0                 | 0                 | 0                 | 0                 | 1        | 0      | 0           | 0          |
| T. Bittermann  | 28            | 0             | 5             | 0             | 2                 | 0                 | 0                 | 0                 | 30       | 0      | 5           | 0          |
| R. Drulák      | 18            | 0             | 5             | 0             | 0                 | 0                 | 0                 | 0                 | 18       | 0      | 5           | 0          |
| S. Dünger      | 0             | 0             | 0             | 0             | 0                 | 0                 | 0                 | 0                 | 0        | 0      | 0           | 0          |
| H. Gerber      | 32            | 1             | 3             | 1             | 2                 | 3                 | 0                 | 0                 | 34       | 4      | 3           | 1          |
| J. Geyer       | 1             | 0             | 0             | 0             | 1                 | 0                 | 0                 | 0                 | 2        | 0      | 0           | 0          |
| J. Haustein    | 0             | 0             | 0             | 0             | 0                 | 0                 | 0                 | 0                 | 0        | 0      | 0           | 0          |
| H. Hiemann     | 29            | 0             | 1             | 0             | 2                 | 0                 | 0                 | 0                 | 31       | 0      | 1           | 0          |
| J. Illing      | 8             | 0             | 2             | 0             | 1                 | 0                 | 0                 | 0                 | 9        | 0      | 2           | 0          |
| P. Keller      | 12            | 0             | 2             | 0             | 2                 | 1                 | 0                 | 0                 | 14       | 1      | 2           | 0          |
| R. Krasselt    | 1             | 0             | 0             | 0             | 0                 | 0                 | 0                 | 0                 | 1        | 0      | 0           | 0          |
| D. Kunze       | 10            | 1             | 0             | 0             | 0                 | 0                 | 0                 | 0                 | 10       | 1      | 0           | 0          |
| S. Köhler      | 33            | 2             | 3             | 0             | 2                 | 0                 | 0                 | 0                 | 35       | 2      | 3           | 0          |
| T. Laudeley    | 26            | 2             | 2             | 0             | 2                 | 0                 | 0                 | 0                 | 28       | 2      | 2           | 0          |
| U. Mehlhorn    | 34            | 0             | 5             | 1             | 2                 | 1                 | 0                 | 0                 | 36       | 1      | 5           | 1          |
| S. Meißner     | 30            | 5             | 8             | 0             | 2                 | 1                 | 0                 | 0                 | 32       | 6      | 8           | 0          |
| M. Neuhäuser   | 0             | 0             | 0             | 0             | 0                 | 0                 | 0                 | 0                 | 0        | 0      | 0           | 0          |
| P. Neustädter  | 18            | 0             | 4             | 0             | 0                 | 0                 | 0                 | 0                 | 18       | 0      | 4           | 0          |
| O. Renn        | 35            | 3             | 6             | 0             | 2                 | 2                 | 1                 | 0                 | 37       | 5      | 7           | 0          |
| J. Schmidt     | 9             | 0             | 0             | 0             | 0                 | 0                 | 0                 | 0                 | 9        | 0      | 0           | 0          |
| F. Seifert     | 0             | 0             | 0             | 0             | 0                 | 0                 | 0                 | 0                 | 0        | 0      | 0           | 0          |
| K. Shala       | 18            | 1             | 4             | 0             | 0                 | 0                 | 0                 | 0                 | 18       | 1      | 4           | 0          |
| O. Torunarigha | 28            | 1             | 1             | 0             | 2                 | 1                 | 0                 | 0                 | 30       | 2      | 1           | 0          |
| S. Veit        | 23            | 4             | 5             | 0             | 0                 | 0                 | 0                 | 0                 | 23       | 4      | 5           | 0          |
| Y. Vernydub    | 7             | 0             | 2             | 0             | 0                 | 0                 | 0                 | 0                 | 7        | 0      | 2           | 0          |
| J. Wahl        | 29            | 3             | 7             | 0             | 0                 | 0                 | 0                 | 0                 | 29       | 3      | 7           | 0          |
| L. Wienhold    | 28            | 3             | 6             | 0             | 2                 | 0                 | 0                 | 0                 | 30       | 3      | 6           | 0          |
| S. Zweigler    | 29            | 8             | 9             | 2             | 2                 | 0                 | 0                 | 0                 | 31       | 8      | 9           | 2          |